# Guadalupe de Támbula
Guadalupe de Támbula es una localidad del estado mexicano de Guanajuato. Es parte del municipio de San Miguel de Allende.

## Demografía
| Gráfica de evolución demográfica |
|                                  |

| Censo | Población |
| ----- | --------- |
| 1900  | 301       |
| 1910  | 359       |
| 1921  | 365       |
| 1930  | 375       |
| 1940  | 173       |
| 1950  | 187       |
| 1960  | 317       |
| 1970  | 426       |
| 1980  | 478       |
| 1990  | 756       |
| 2000  | 923       |
| 2010  | 1 056     |
| 2020  | 1 157     |